# Абдон Пратс
Абдон Пратс (ісп. Abdón Prats, нар. 17 грудня 1992, Арта) — іспанський футболіст, нападник клубу «Мальорка».

## Ігрова кар'єра
Народився 17 грудня 1992 року в місті Арта. Вихованець футбольної школи клубу «Мальорка».
У дорослому футболі дебютував 2010 року виступами за команду «Мальорка Б», в якій провів три сезони. До складу головної команди «Мальорки» більш0менш регулярно почав потрапляти лише 2014 року, встигнувши на той момент пограти в оренді за «Бургос».
2015 року перейшов до «Тенерифе», після чого грав за «Мірандес» та «Расінг» (Сантандер).
2017 року повернувся до «Мальорки».
1 листопада 2023 року в матчі першого раунду Кубка Іспанії проти «Бойро» оформив хет-трик.